# هنري أ. فوستر
هنري أ. فوستر هو محامي وقاضي وسياسي أمريكي، ولد في 7 مايو 1800 في هارتفورد في الولايات المتحدة، وتوفي في 11 مايو 1889 في رومي في الولايات المتحدة. نشط حزبياً في الحزب الديمقراطي. وقد انتخب عضو مجلس الشيوخ الأمريكي ‏ عن دائرة New York Class 3 senate seat ‏ وقد انضم خلال فترته النيابية ‏ (30 نوفمبر 1844 – 27 يناير 1845) للكتلة البرلمانية الحزب الديمقراطي وانتخب عضو مجلس ولاية نيويورك ‏ وانتخب عضو مجلس النواب الأمريكي ‏.